# 哈桑·汗
哈桑·汗（？—1369年），钦察汗国（金帐汗国）第二十三任可汗，蓝帐汗国昔班的后裔，米耳·不剌的侄子。
1368年，他与马麦拥立的奥都剌争夺汗位，攻下别儿哥萨莱。1369年，奥都剌反攻成功，哈桑·汗在首都被捕获，奥都剌夺回汗位。
| 前任： 奥都剌 | 金帐汗国君主 1368年—1369年 | 繼任： 奥都剌 |